# Laia Sanz
 (février 2014).
Si vous disposez d'ouvrages ou d'articles de référence ou si vous connaissez des sites web de qualité traitant du thème abordé ici, merci de compléter l'article en donnant les références utiles à sa vérifiabilité et en les liant à la section « Notes et références ».
Pour les articles homonymes, voir Sanz.
Eulàlia (Laia) Sanz Pla-Giribert, née à Corbera de Llobregat, Barcelone, le 11 décembre 1985, plus connue comme Laia Sanz, est une pilote de trial catalane qui a gagné treize fois le Championnat du monde de trial féminin et dix fois le Championnat européen féminin. Elle a aussi gagné le Championnat du monde d'enduro féminin en 2012 et 2013 et a remporté onze fois le Rallye Dakar dans la catégorie des motocyclistes féminins de 2011 à 2021 tout en signant le meilleur résultat de l'histoire d'une motarde en terminant 9e en 2015. Aux X Games, elle a aussi remporté trois médailles d'or et une médaille d'argent.

## Biographie

### Premières années
Laia apprend à faire du vélo à l'âge de deux ans. Le premier contact avec une moto arrive quand son père met son siège de vélo sur le réservoir d'essence de sa moto. Quand elle a quatre ans, la passion grandit et, sans rien ne dire à personne, elle commence à monter sur la moto de son frère. Le frère aîné de Laia, Joan, qui est aussi un amateur de moto, a une Montesa Cota, 125 cm3.
En 1992, à l'âge de sept ans et encouragée par sa mère, elle participe à une course catalane du championnat junior qui avait lieu dans son village. Elle termine huitième et en dernière place, mais elle veut revenir avec des victoires. L'année suivante, elle participe au championnat de la première course. Elle rejoint un sport dominé par les hommes sans championnats féminins à cette époque.
En 1997, elle gagne sa première course au championnat masculin, avec une moto 80 cm3. Elle participe également à la compétition internationale des femmes dans les essais pour la première fois. En 1998, elle participe à la première édition de Championnat européen de trial féminin, non officiel à ce moment-là, et elle gagne. Elle n'a que douze ans et elle participe aux compétitions contre des pilotes étrangers plus expérimentés, en attirant l'attention des fans et des équipes d'amateurs et de professionnels. Grâce à ce grand résultat, elle commence à envisager une carrière professionnelle comme pilote. Cette même année, elle participe aux essais pour le Championnat d'Espagne, où elle est la seule femme pilote.

### Début international
En 2000, elle gagne le Championnat espagnol cadet, étant une autre fois la seule femme pilote. À son avis c'est le titre le plus satisfaisant. Cette année-là c'est la première édition du Championnat européen de trial féminin et du Championnat du monde de trial féminin. Elle participe aux deux à la fois, elle obtient son premier titre mondial et elle termine deuxième au Championnat d'Europe. Elle participe aussi en tant que membre de l'équipe espagnole à la première édition de trial féminin des nations, qu'elle gagne.
À partir de ce moment-là, elle accumule beaucoup de titres aux compétitions internationales féminines, en gagnant le Championnat du monde de trial féminin sept fois de manière consécutive (2000-2006). Elle participe aussi aux championnats des hommes, en obtenant de grands résultats.
Elle courait auparavant avec la marque Beta, mais en 2004 elle rejoint l'équipe officielle Montesa-HRT. Elle gagne des titres mondiaux, européens et espagnols avec ces équipes. En 2007, elle ne réussit pas a remporter son 8e titre mondial (elle termine 2e, à égalité de points avec la 1re, Iris Krämer), ce qui aurait permis de la départager avec Dougie Lampkin et Jordi Tarrés, deux légendes du sport avec sept titres mondiaux chacun. Mais elle réussit en 2008 en remportant son 8e titre mondial. Elle partage l'équipe Montesa-HRT avec Toni Bou et Takahisa Fujinami jusqu'en 2011. Pour la saison 2012, elle change à l'équipe Gas Gas où elle obtient son douzième titre du Championnat du monde de trial féminin.

### Dakar et enduro
En 2010, Laia peut à la fin avoir l'occasion de s'entraîner pour le Dakar, un rêve d'enfance, et rejoint l'équipe Dakar Legend avec Jordi Arcarons, un autre rêve d'enfance. Elle participe aussi aux Championnats du monde d'enduro féminin dans le cadre de leur formation pour le Dakar, et elle obtient une troisième place très respectable malgré sa participation à deux des trois événements. Elle participe aussi à la modalité Trial où elle gagne des championnats du monde, Europe, d'Espagne et des Nations.
En 2011, elle participe à l'édition du Rallye Dakar, avec une Honda CRF450X à l'équipe Arcarons RST KH-7. Avec l'aide d'Arcarons elle gagne dans la catégorie féminine et elle obtient un résultat très cohérent avec la position numéro 39 dans le classement général. Au Championnat du monde féminin d'enduro elle participe à toutes les épreuves et termine en deuxième position.
Pour l'édition 2012 du Rallye Dakar elle change pour l'équipe Gas Gas, en faisant son début officiel dans la compétition, et elle bénéficie de l'aide de Marc Guasch en tant que coéquipier. Elle est victime d'un accident lors de la 4e étape ; elle se blesse la main et casse le réservoir d'essence de sa Gas Gas 450 cm3, mais elle continue et réussit à finir l'étape. Marc a un grave accident lors de la 8e étape, qui le laisse avec quatre côtes cassées, un poumon perforé et d'autres blessures. Bien qu'elle doive poursuivre le rallye sans son collègue d'équipe, elle réitère sa position numéro 39 et, étant la seule femme à terminer le rallye en moto, elle gagne la catégorie féminine du championnat. Cette même année, elle gagne son premier Championnat du monde d'enduro féminin, qui vient compléter encore plus son incroyable dossier personnel.
Elle arrive à l'édition 2013 du Rallye Dakar avec l'objectif de finir parmi les 30 premiers du classement général. Cette fois bénéficie de l'aide de Marc Guasch et de Miguel Puertas, en tant que collègues d'équipe. Elle fait une grande première semaine en finissant à l'honorable 13e position à l'étape 8m ce qui la fait finir à la 29e position du classement général, juste avant la journée de repos. Cependant, lors de la 9e étape, elle a des problèmes avec le pulvérisateur d'huile de la moto et elle doit être remorquée pendant 400 kilomètres par son collègue Miguel Puertas, incident qui lui fait perdre de nombreuses places au classement général. Mais, en donnant à la fois un exemple de courage, ils réussissent à arriver au camp de Córdoba 15 heures après le vainqueur de l'étape. Après ces problèmes, elle a répète de bons moments, et elle réussit finalement à finir à la 93e place dans le classement général, étant la seule femme à terminer le Dakar, gagnant la catégorie féminine et le surnom de la Reine du Désert.
En 2014, elle termine la dernière étape du Dakar à la 16e place du classement général. C'est alors son meilleur résultat dans la compétition (en 2011 et 2012 elle était 39e, en 2013 93e) et elle dépasse de loin l'objectif qu'elle s'était fixé avant de commencer : finir dans le top 25-30.
En 2015 elle rentre dans le top 10 du Dakar en terminant à la 9e place.

### Autres
Parmi les nombreux prix qu'elle a reçus y compris les prix des journaux et des magazines nationaux et internationaux, les plus importants sont : le Prix National du Sport Reina Sofía, en tant que meilleure athlète espagnole, qu'elle reçoit le 18 juillet 2007. Le 30 octobre 2013, elle reçoit la Médaille d'Or de l'Ordre Royal du Mérite Sportif, la plus haute distinction du sport en Espagne.

## Rallye Dakar
en catégorie moto
- 2011 : 39e
- 2012 : 39e
- 2013 : 93e
- 2014 : 16e
- 2015 : 9e
- 2016 : 15e
- 2017 : 16e
- 2018 : 12e
- 2019 : 11e
- 2020 : 18e
- 2021 : 17e

en catégorie auto
- 2022 : 23e
- 2023 : 32e
- 2024 : 15e
- 2025 : Abd. (2e étape)

### Résultats en Extreme E
| Année | Équipe        | Voiture          | 1       | 2       | 3       | 4       | 5        | 6        | 7        | 8        | 9       | 10      |      | Points |
| ----- | ------------- | ---------------- | ------- | ------- | ------- | ------- | -------- | -------- | -------- | -------- | ------- | ------- | ---- | ------ |
| 2021  | Acciona/Sainz | Spark Odyssey 21 | DES Q 2 | DES R 4 | OCE Q 9 | OCE R 8 | ARC Q 6  | ARC R 3  | SIL Q 4  | SIL R 7  | JUR Q 3 | JUR R 5 | 5ème | 90     |
| 2022  | Acciona/Sainz | Spark Odyssey 21 | DES Q 2 | OCE Q 4 | ARC Q 4 | ILE Q 2 | JURE Q 7 |          |          |          |         |         | 3ème | 60     |
| 2023  | Acciona/Sainz | Spark Odyssey 21 | DES Q 2 | DES R 1 | HYD Q 6 | HYD R 4 | ISL1 Q 2 | ISL1 R 2 | ISL2 Q 1 | ISL2 R 9 | COP Q 2 | COP R 4 | 2ème | 144    |

Légende :
| Couleur  | Résultat                       |
| -------- | ------------------------------ |
| Or       | Vainqueur                      |
| Argent   | 2e place                       |
| Bronze   | 3e place                       |
| Vert     | Classé dans les points         |
| Bleu     | Classé hors des points         |
| Bleu     | Non classé (Nc.)               |
| Violet   | Abandon (Abd.)                 |
| Rouge    | Non qualifié (Nq.)             |
| Rouge    | Non pré-qualifié (Npq.)        |
| Noir     | Disqualifié (Dsq.)             |
| Blanc    | Non partant (Np.)              |
| Blanc    | Forfait (Forf.)                |
| Blanc    | Course annulée (A)             |
| Neutre   | Non présent                    |
| Neutre   | Exclu (Ex.)                    |
| Gras     | Pole position                  |
| Italique | Meilleur tour en course        |
| †        | Classé sans terminer la course |
| 1 2 3 …  | Classement dans la catégorie   |